# Darmen Sadvakassov
Darmen Sadvakassov (né le 28 avril 1979 à Astana) est un grand maître du jeu d'échecs du Kazakhstan.
Il est inactif depuis 2009.

## Biographie
Il a obtenu le titre de maître international en 1995 et celui de grand maître en 1998 à la suite de sa victoire au championnat du monde d'échecs junior. Il finit premier ex æquo à Bali en 2000 et à la Samba Cup en 2003 et est seul premier à Copenhague en 2004. Sadvakassov remporte des matchs contre Viktor Kortchnoï en 2003 (5-3) et contre l'ancien champion du monde Anatoli Karpov en 2004 sur le score 4,5-3,5.